# Albert Uderzo
Albert Uderzo (Fismes, 1927. április 25. – Neuilly-sur-Seine, 2020. március 24.) francia képregényrajzoló és -író. Legismertebb figurája Asterix, a gall harcos.

## Fiatalkora
A francia képregény egyik doyenje olasz bevándorló fiaként, Alberto Uderzo néven született, mert apja ragaszkodott ahhoz, hogy fia olasz nevet viseljen. Születésekor volt egy-egy plusz kisujja, ezeket műtéti úton eltávolították. Családneve egy Veneto-beli falu nevéből származik. A fáma szerint Kr. u. 452-ben Attila hunjai elpusztították Uderzót, a támadás után csak egy gyerek maradt életben, aki, mivel saját nevét nem tudta, a falu nevét kapta meg; ő volt Albert Uderzo egyik őse. A falu helyén ma Oderzo húszezres város fekszik.
Rajzkészsége korán megnyilvánult, már óvodás korában meséket illusztrált. Hétévesen, képregényes olvasmányaitól (Popeye, Mickey egér) inspirálva saját történeteket kezdett rajzolni. Ekkor derült ki, hogy színvak. Látása sokat javult ugyan, de munkái színezését nem maga végezte.
Tizenévesen repülőgépmérnöknek készült, de dolgozott gépkezelőként egy hegedűkészítőnél és tanult hegeszteni. Rajzolni jobbára autodidakta módon tanult. Tizenhárom évesen a Société parisienne d’éditionnál dolgozott, ahol találkozott Alain Saint-Ogannal és Edmond François Calvóval.
A második világháború alatt Bruno fivérével együtt hamis papírokkal elhagyták Párizst, és egy évet Bretagne-ban töltöttek, ahol Albert egy farmon dolgozott és apja bútorgyárában segédkezett. Évekkel később az író René Goscinny Uderzóra hagyta, hogy válassza ki Asterix falujának a helyét, ő pedig nem sokat habozott.
A háború után párizsi és brüsszeli kiadóknak rajzolt képregényeket, némelyiket háborús ihletésre: 1945-ben megalkotott figurája, Clopinard egy féllábú katona. A következő években több figurát is létrehozott: Flamberge-et, Arys Buckot, Prince Rollint és Belloyt. Illusztrátorként dolgozott a France Dimanche-nál és a France-Soirnál.

## Munkássága
Uderzo 1951-ben találkozott René Goscinnyvel a brüsszeli World Press kiadó párizsi irodájában. A Bonne Soirées és Libre Junior című lapokban jelentek meg első közös munkáik, Jehan Pistolet és Luc Junior. 1958-ban alkották meg Umpapa, az indián figuráját, ami 1962-ig jelent meg a Tintin magazinban, és amit Uderzo a kilencvenes években feldolgozva újra kiadott. 1959-ben Goscinny szerkesztő, Uderzo pedig művészeti vezető lett az újonnan induló Pilote magazinnál, amelynek a célközönsége már nem a legfiatalabb korosztály, hanem a tizenévesek voltak. A magazin első számában mutatkozott be legnagyobb sikerük, Asterix, és azonnal átütő sikert aratott.
Asterix két évig a Pilote hasábjain jelent meg, 1961-ben adták ki az első albumot Asterix, a gall címmel. 1967-re annyira népszerű lett, hogy mindketten úgy döntöttek, minden idejüket a sorozatnak szentelik. Akkoriban két Asterix-füzet jelent meg évente. (Ma a 33.-nál tart.) Ugyancsak a Pilote-ban jelent meg 1959-ben Uderzo Jean-Michel Charlier-vel közös munkája, a Tanguy et Laverdure, amelyből 23 album készült 1961 óta.
1974-ben Párizsban megalapították az Idefix filmstúdiót és elkészítették az Asterix meghódítja Rómát című filmet. Goscinny 1977-es, korai halála után a stúdió bezárt.
Ezután Uderzo nemcsak rajzolta, hanem maga is írta Asterix történeteit, de a saját neve mellett Goscinnyét is feltüntette a füzeteken. 1979-ben megalapította saját kiadóját, az Editions Albert Renét. Az albumok a korábbinál jóval ritkábban, 3-5 évente jelentek meg. Uderzo vizuális humora tökéletesen kiegészítette Goscinny tehetségét, de sok bíráló szerint az egyedül Uderzo által jegyzett történetek szellemessége, eredetisége elmaradt a közös munkákétól. Különösen a legutóbbi, a Le ciel lui tombe sur la tête című füzetet érték erős kritikák, amelyben Asterix faluját földönkívüliek támadják meg, akiknek képében a Franciaországot elárasztó amerikai és japán képregényt karikírozta Uderzo.
Uderzo remekül rajzolt több különféle stílusban, a Tanguy et Laverdure valósághű ábrázolásmódjától az Asterix karikatúráiig.

## Magánélete
Uderzo 1953-ban házasodott össze Ada Milanival, akitől 1956-ban megszületett lánya Sylvie.
Sylvie egy ideig férjével Bernard de Choisy-vel közösen dolgozott apja kiadójánál, ám Uderzo kirúgta, miután megtudta, hogy el akarják adni az Editions Albert René-t egy másik vállalatnak a Hachette-nek. A Le Monde c. lapnak elmondta ez teljesen úgy hatott, mintha Asterix faluját átadnák a Római Birodalomnak. Kijelentette, hogy addig folytatódnak Asterix történetei, amíg ő él, mivel a Hachette-tal esetlegesen kötött szerződés tartalmazta volna akár Uderzo részvétele nélkül is folytatódjék az Asterix-sorozat. Uderzo beperelte lányát ún. pszichikai erőszakért, mire Sylvie hasonló perrel válaszolt meg nem nevezett személyek ellen, akik állítólag édesapját kihasználták. A per végül 2014-ben megegyezéssel zárult. Uderzo vállalata részben a Hachette-hez került, később a maradék részvényeket is eladták a cégnek.[forrás?]

## Halála
Uderzót Neuilly-sur-Seine-ben található otthonában 2020. március 24-én álmában szívinfarktus érte és meghalt.

## Díjai, elismerései
- 1969 A Művészetek és Tudományok lovagja
- 1970 Francia Köztársaság Nemzeti Érdemrendje
- 1983 Prix du Génie az Asterix és fia című füzetért
- 1984 Arany Vászon-díj az Asterix meghódítja Rómát című filmért
- 1989-ben a francia Becsületrend lovagjává avatták.
- 2004. június 12-én, a 11. Nemzetközi Képregényvásáron életművéért Max és Móric díjat kapott.